# Ендрю Селбі
Е́ндрю Се́лбі (англ. Andrew Selby; 25 грудня 1988, Баррі) — валлійський професійний боксер найлегшої ваги. Дворазовий чемпіон Європи (2011, 2013), призер чемпіонатів світу серед аматорів.
Ендрю Селбі — молодший брат Лі Селбі, боксера напівлегкої ваги, чемпіона IBF.

## Аматорська кар'єра
2007 року Ендрю Селбі дебютував на чемпіонаті світу, достроково програвши в першому бою.
На чемпіонаті Європи 2008 Ендрю Селбі, здобувши дві перемоги, вийшов до півфіналу, в якому зазнав поразки від Детеліна Далаклієва (Болгарія) — 0-7.
На чемпіонаті світу 2009 в 1/16 Селбі знов програв Детеліну Далаклієву — 0-3.
На чемпіонаті Європи 2010 Селбі здобув дві перемоги, а в півфіналі програв українцю Георгію Чигаєву — 0-5.
2011 року Селбі перейшов до нової олімпійської вагової категорії (до 52 кг). На чемпіонаті Європи 2011 він здобув чотири перемоги і став чемпіоном. На чемпіонаті світу 2011 Селбі здобув п'ять перемог, а в фіналі програв Міші Алояну (Росія) — 12-13.
Восени 2011 року Селбі на чемпіонаті Великої Британії забезпечив собі путівку на Олімпійські ігри 2012. На Олімпіаді він переміг в другому раунді Ільяса Сулейменова (Казахстан), а в чвертьфіналі програв майбутньому чемпіону кубинцю Робейсі Раміресу — 11-16.
Восени 2012 року Ендрю Селбі вступив у напівпрофесійну лігу WSB, міжнародну боксерську асоціацію під егідою AIBA. В складі команди «Британські Леви» він провів шість поєдинків.
На чемпіонаті Європи 2013 Селбі знов став чемпіоном, у фіналі подолавши Майкла Конлена (Ірландія) — 2-1. На чемпіонаті світу 2013 після трьох перемог Селбі в півфіналі зазнав поразки від Ясурбека Латипова (Узбекистан) — 1-2.

## Професіональна кар'єра
30 жовтня 2015 року дебютував на професійному рингу. Протягом 2015—2019 років провів 14 боїв, в 13 з яких переміг. 2016 року виграв вакантний титул чемпіона Великої Британії за версією BBBofC і вакантний титул IBF Inter-Continental, а 2017 року — WBC International в найлегшій вазі.